# Jacques Lamarche
Pour les articles homonymes, voir Lamarche.
Jacques Lamarche, né le 30 novembre 1922 à Montréal et mort le 13 août 2006) à Saint-André-Avellin, dans la région de l'Outaouais, est un romancier et essayiste québécois. 

## Biographie
Après des études au Collège de Saint-Laurent complétées en 1944, il s'inscrit à l'École normale Jacques-Cartier, où il obtient son diplôme en 1946.
Il enseigne pendant six ans, mais insatisfait par le milieu de l'éducation, il suit des cours en gestion d'entreprise et est à l'emploi du Mouvement Desjardins à Lévis de 1959 à 1963. Entre-temps, il décroche une bourse qui lui permet de poursuivre ses études en gestion d'entreprise à New York et à Paris où il soutient sa thèse de doctorat en 1961. 
Devenu directeur des recherches au Conseil d'expansion économique en 1963, il est spécialiste des questions financières et publie ses premières essais pour dénoncer les pratiques douteuses et frauduleuses du milieu : Les Requins de la finance (1966), La Pelouse des lions (1967). 
Nommé, en 1966, trésorier de l'Association des écrivains canadiens, il est délégué par ses pairs au congrès d'Abidjan (Côte d'Ivoire) en 1967, où il rédige la toute première charte d'un Pen Club canadien-français. Cofondateur en 1968 et président en 1969 du syndicat des écrivains québécois, il est délégué au premier Salon du livre de Nice en 1968 et est présent au premier Salon du livre de Paris en 1981. 
En 1970, il démissionne de toutes ses fonctions et s'installe au bord du lac Simon, près de la Rivière de la Petite Nation. Il s'y consacre d'abord à la rédaction de manuels scolaires, mais aussi de romans, d'essais et de biographies.
Il collabore à Radio-Canada, à la télévision de la région outaouaise, et aux périodiques Cité Libre, Tradition et Progrès, Maintenant, Le Devoir, Le Jour et La Petite Nation.
Sa fille, Claude Lamarche, a écrit sa biographie, Jacques Lamarche, un homme une époque, publiée aux Écrits des Hautes-Terres.

## Œuvre

### Romans

#### SérieLa Dynastie des Lanthier
- La Saison des aurores boréales, tome 1 (1973)
- La Saison des arcs-en-ciel, tome 2 (1973)
- La Saison des feuilles mortes, tome 3 (1973)
- La Saison des glaïeuls en fleurs, tome 4 (1973)

#### Autres romans
- Le Royaume détraqué (1970)
- Eurydice (1971)
- Les Toqués du firmament (1973)
- Les Montagnes noires (1982)
- Ils auront trente ans (1988)

### Essais
- Le Scandale des frais funéraires (1965)
- Les Requins de la finance (1966)
- La Pelouse des lions (1967)
- Le Budget familial (1967)
- L'Abc de la finance (1967)
- Co-op et Cooprix, revanche économique des Québécois (1971)

### Recueils de contes
- Contes et légendes de la Petite-Nation (1988)

### Biographies
- Alphonse Desjardins, un homme au service des autres (1977)
- Confessions d'un enfant d'un demi-siècle (1977)
- Émile Girardin, éminent éducateur, clairvoyant coopérateur, 1895-1982 (1983)
- Le président Béland (1997)
- Louis-Alexandre Taschereau (1997)
- Joseph-Narcisse Cardinal (1997)
- Madeleine, héroïne de Verchères, seigneuresse de La Pérade (1997)
- Marc-Aurèle Fortin (1997)
- Henri-Gustave Joly de Lotbinière (1997)
- Frédéric Ozanam, fondateur de la Société Saint-Vincent-de-Paul (1997)
- Alfred Pellan (1997)
- Chauveau, le premier des 26 premiers ministres du Québec (1997)
- Les 27 Premiers Ministres du Québec (1997)
- Fernand Seguin (1998)
- Les 20 Premiers Ministres du Canada (1998)
- Les Évêques de l'Église catholique au Canada de 1658 à nos jours (1999)
- Les 65 Gouverneurs généraux du Canada (1999)

### Autres publications
- Le Mouvement Desjardins (1962)
- Les Caisses populaires (1967)
- La Monographie du classement (1972)
- Le Classement (1972)
- Les Situations : la tenue de bureau (1973)
- Les Empaillages au jour le jour (1976)
- Le Manoir Louis-Joseph-Papineau (1979)
- L'Été des Mohawks - bilan des 78 jours (1990)
- La Fascinante Épopée de Saint-André-Avellin (1996)
- Rêves et splendeurs au château Montebello (1997)

## Distinctions
- 1979 - Prix Jean-Béraud-Molson pour La Saison des feuilles mortes
- 1980 - Prix Henry-Desjardins pour l'ensemble de son œuvre
- 1981 - Prix Raymond-Douville
- 1992 - Prix Lescarbot
- 1995 - Prix Meritas